# Epinephelus posteli
Epinephelus posteli is een  straalvinnige vissensoort uit de familie van zaag- of zeebaarzen (Serranidae). De wetenschappelijke naam van de soort werd voor het eerst geldig gepubliceerd in 1964 door Fourmanoir & Crosnier.
De soort staat op de Rode Lijst van de IUCN als Onzeker, beoordelingsjaar 2008.